# دافني شيبرز
دافني سخيبرز (هولندية:Dafne Schippers ; من مواليد 15 يونيو 1992) عداءة هولندية في سباقات المضمار والميدان في سباق 100 متر، 200 متر، سباعي شاركت في سباقات السرعة. وهي تحمل الرقم القياسي الأوروبي في سباق 200 متر بزمن قدره 21.63 ثانية، مما يجعلها سادس أسرع امرأة على الإطلاق في هذه المسافة. كما أنها تحمل الأرقام القياسية الهولندية في سباق 100 متر والوثب الطويل، وتشارك الأرقام القياسية الهولندية في سباق 60 مترًا داخليًا و4 × 100 متر تتابع.
كان سخيبرز بطل العالم في سباق 200 متر في كل من بطولة العالم لألعاب القوى 2015 و2017، وحصل على الميدالية الفضية في سباق 200 متر في أولمبياد ريو 2016 وبطل 200 متر في الدوري الماسي 2016. بالإضافة إلى ذلك، فازت بميداليتين فضيتين وميداليتين برونزيتين في بطولة العالم – برونزية السباعي في عام 2013؛ 100 متر فضية في عام 2015؛ فضية 60 مترًا داخل الصالات في عام 2016 وبرونزية 100 متر في عام 2017 - وخمسة ألقاب أوروبية داخلية وخارجية. فازت باثنين وعشرين لقب هولندي خارجي وداخلي.
حصلت على جائزة أفضل رياضية أوروبية في عامي 2014 و2015. أعلنت سخيبرز اعتزالها كلاعبة رياضية محترفة في عام 2023.

## نشأتها
ولدت في أوترخت في 15 يونيا 1992. فازت بعدة ميداليات على المستوى الأوروبي و العالمي.

## وصلات خارجية
- دافني شيبرز على موقع IMDb (الإنجليزية)

- دافني شيبرز على موقع الاتحاد الدولي لألعاب القوى (الإنجليزية)
- دافني شيبرز على موقع الاتحاد الأوروبي لألعاب القوى (الإنجليزية)
- دافني شيبرز على موقع الاتحاد الملكي الهولندي لألعاب القوى (الهولندية)
- دافني شيبرز على موقع الدوري الماسي (الإنجليزية)
- دافني شيبرز على موقع اللجنة الأولمبية الدولية (الإنجليزية)
- دافني شيبرز على موقع أوليمبيديا (الإنجليزية)
- دافني شيبرز على موقع تيم أن.أل (الهولندية)